# Campeonato de Letonia de Ciclismo en Ruta
Los Campeonatos de Letonia de Ciclismo en Ruta se organizan anualmente desde el año 1999 para determinar el campeón ciclista de Letonia de cada año. El título se otorga al vencedor de una única carrera. El vencedor obtiene el derecho a portar un maillot con los colores de la bandera letona hasta el Campeonato de Letonia del año siguiente.

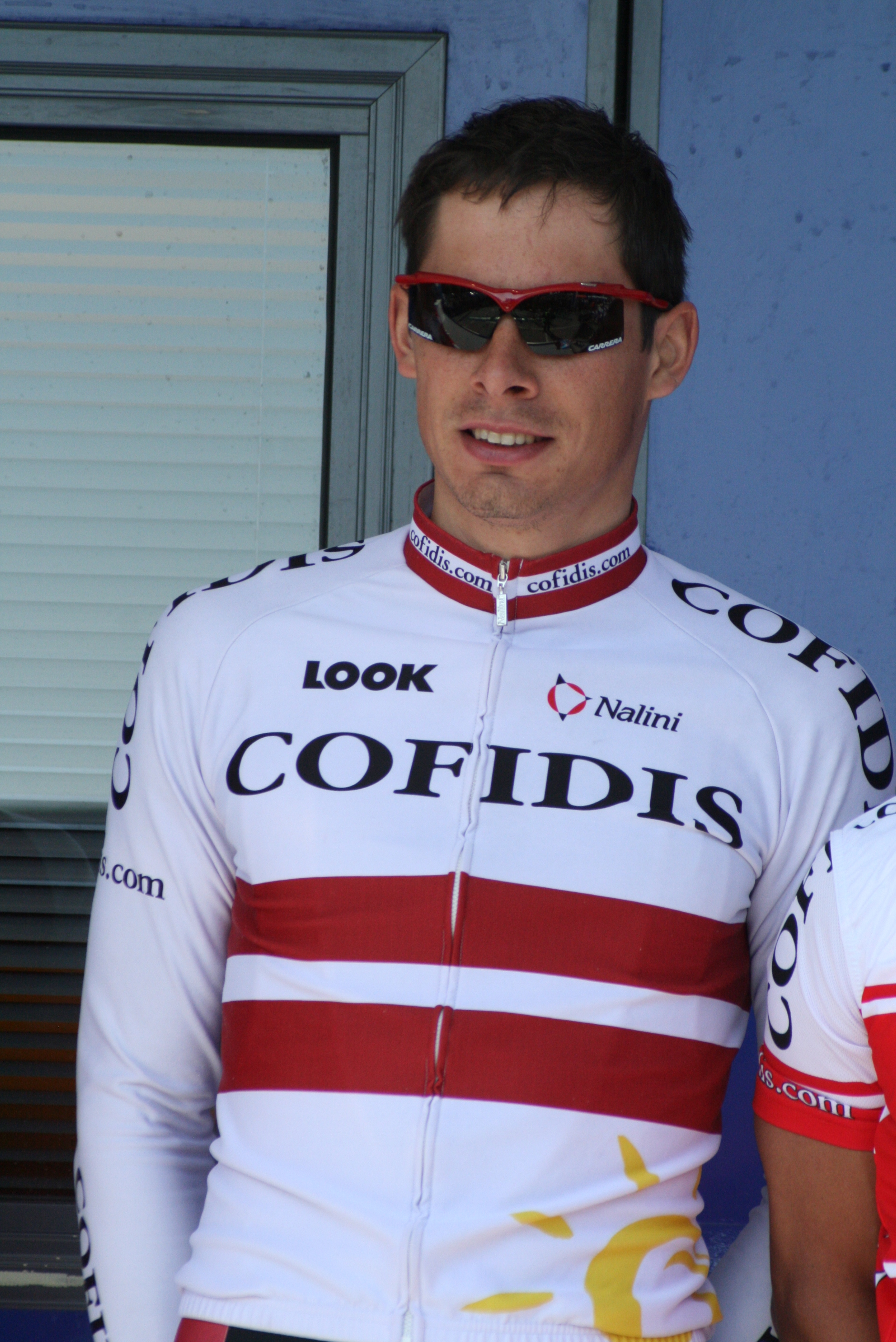
Aleksejs Saramotins con el maillot de campeón de Letonia.

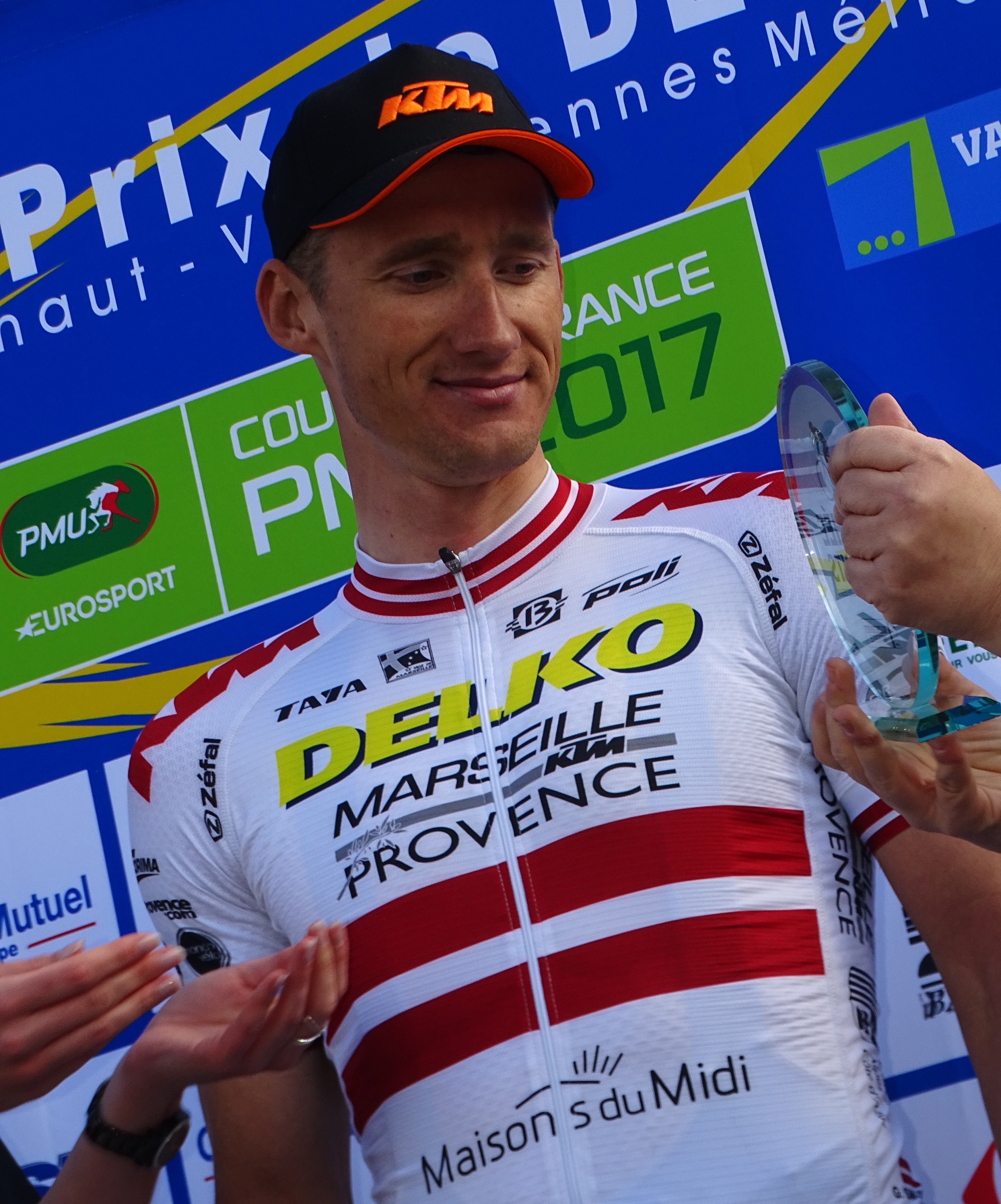
Gatis Smukulis campeón en 2016.

## Palmarés
| Año  | Ganador             | Segundo             | Tercero                |
| ---- | ------------------- | ------------------- | ---------------------- |
| 1997 | Juris Silovs        | Egons Rozenfelds    | Armands Baranovskis    |
| 1998 | Juris Silovs        | Arvis Piziks        | Romāns Vainšteins      |
| 1999 | Romāns Vainšteins   | Juris Silovs        | Raivis Belohvoščiks    |
| 2000 | Arvis Piziks        | Raivis Belohvoščiks | Andris Naudužs         |
| 2001 | Andris Reiss        | Juris Silovs        | Raivis Belohvoščiks    |
| 2002 | Raivis Belohvoščiks | Arvis Piziks        | Armands Baranovskis    |
| 2003 | Andris Naudužs      | Mārtiņš Poļakovs    | Oļegs Meļehs           |
| 2004 | Oļegs Meļehs        | Normunds Lasis      | Aleksejs Saramotins    |
| 2005 | Aleksejs Saramotins | Gatis Smukulis      | Normunds Lasis         |
| 2006 | Aleksejs Saramotins | Oļegs Meļehs        | Daniels Ernestovskis   |
| 2007 | Aleksejs Saramotins | Oļegs Meļehs        | Herberts Pudāns        |
| 2008 | Normunds Lasis      | Kalvis Eisaks       | Heralds Pudans         |
| 2009 | Oļegs Meļehs        | Aleksejs Saramotins | Normunds Zviedris      |
| 2010 | Aleksejs Saramotins | Gatis Smukulis      | Indulis Bekmanis       |
| 2011 | Martins Trautmanis  | Aleksejs Saramotins | Kristofers Racenajs    |
| 2012 | Aleksejs Saramotins | Andžs Flaksis       | Indulis Bekmanis       |
| 2013 | Aleksejs Saramotins | Gatis Smukulis      | Toms Skujiņš           |
| 2014 | Andris Vosekalns    | Aleksejs Saramotins | Gatis Smukulis         |
| 2015 | Aleksejs Saramotins | Krists Neilands     | Andris Smirnovs        |
| 2016 | Gatis Smukulis      | Viesturs Lukševics  | Toms Skujiņš           |
| 2017 | Krists Neilands     | Kaspars Sergis      | Viesturs Lukševics     |
| 2018 | Krists Neilands     | Aleksejs Saramotins | Andžs Flaksis          |
| 2019 | Toms Skujiņš        | Aleksejs Saramotins | Andžs Flaksis          |
| 2020 | Viesturs Lukševics  | Pauls Rubenis       | Māris Bogdanovičs      |
| 2021 | Toms Skujiņš        | Andžs Flaksis       | Māris Bogdanovičs      |
| 2022 | Emīls Liepiņš       | Andžs Flaksis       | Pauls Rubenis          |
| 2023 | Emīls Liepiņš       | Krists Neilands     | Toms Skujiņš           |
| 2024 | Emīls Liepiņš       | Māris Bogdanovičs   | Kārlis Klismets        |
| 2025 | Toms Skujiņš        | Krists Neilands     | Kristiāns Belohvoščiks |